# Saturnia pavonia
El pequeño pavón (Saturnia pavonia) es una especie de lepidóptero ditrisio de la familia Saturniidae. Es una mariposa nocturna que se encuentra en casi toda Europa y gran parte de la región Paleártica hasta el este de Asia; su presencia en España es escasa.

## Subespecies
- Saturnia pavonia pavonia (sur de España y posiblemente Marruecos)
- Saturnia pavonia josephinae (Schawerda, [1924]) (sur de España y posiblemente Marruecos)

## Galería

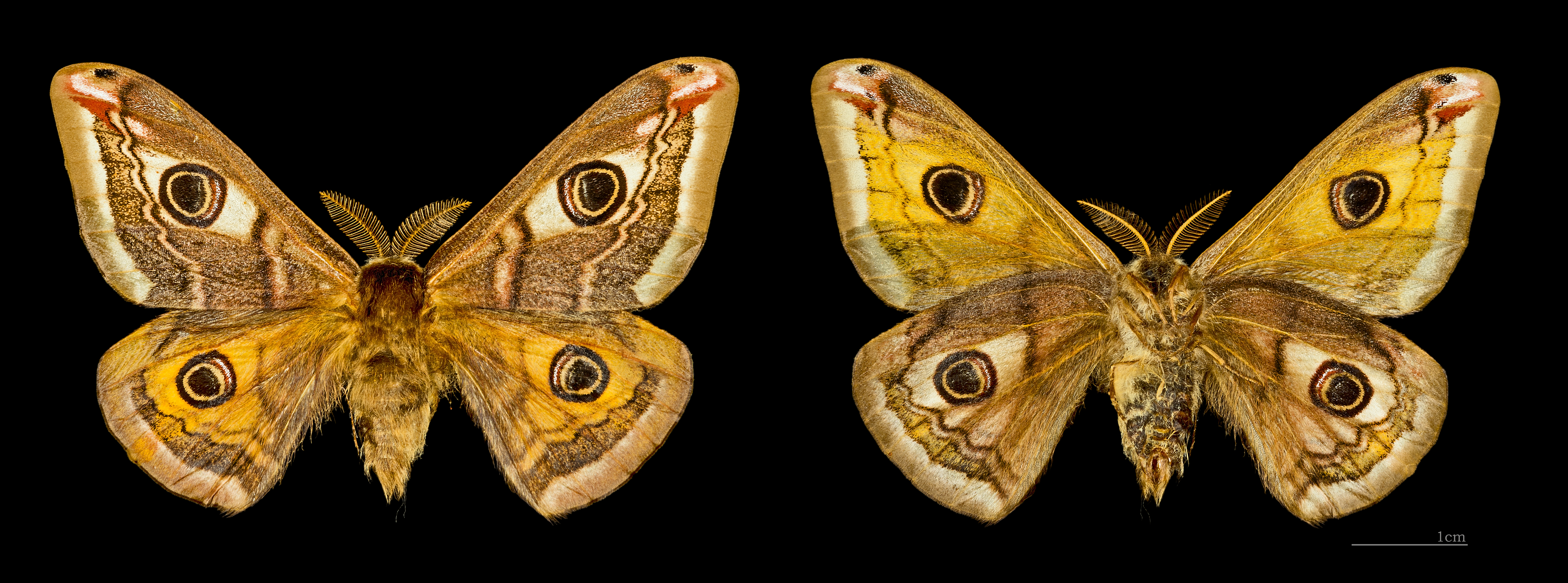
♂
♀
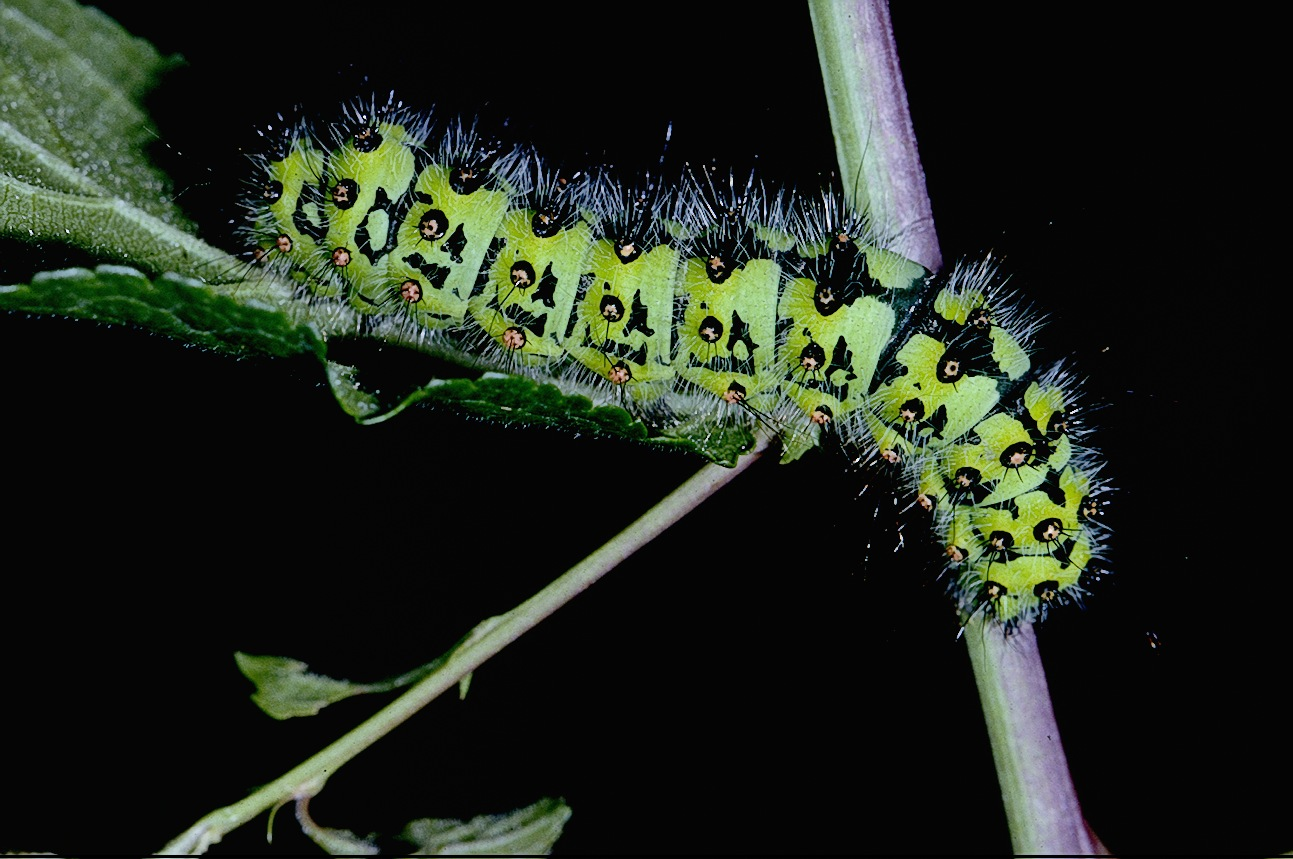
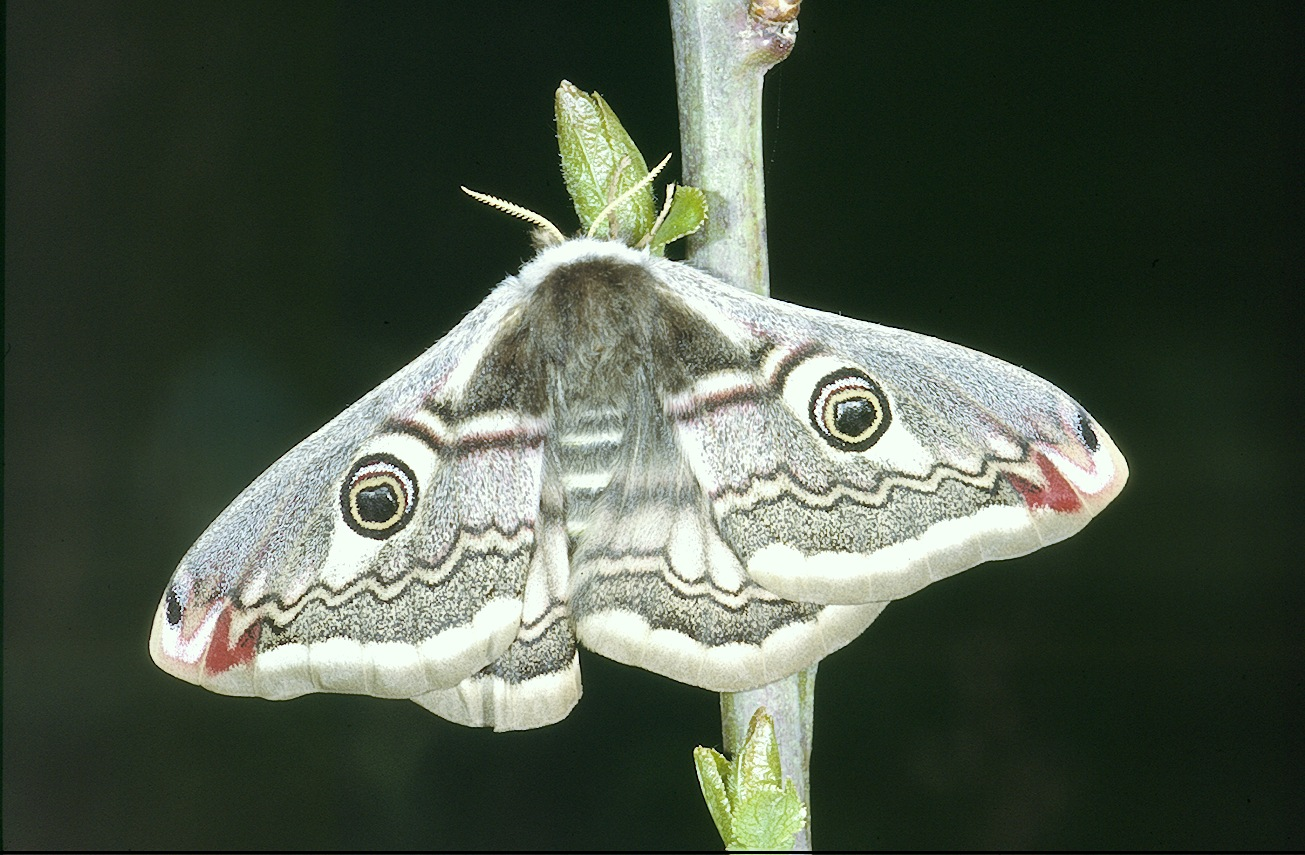
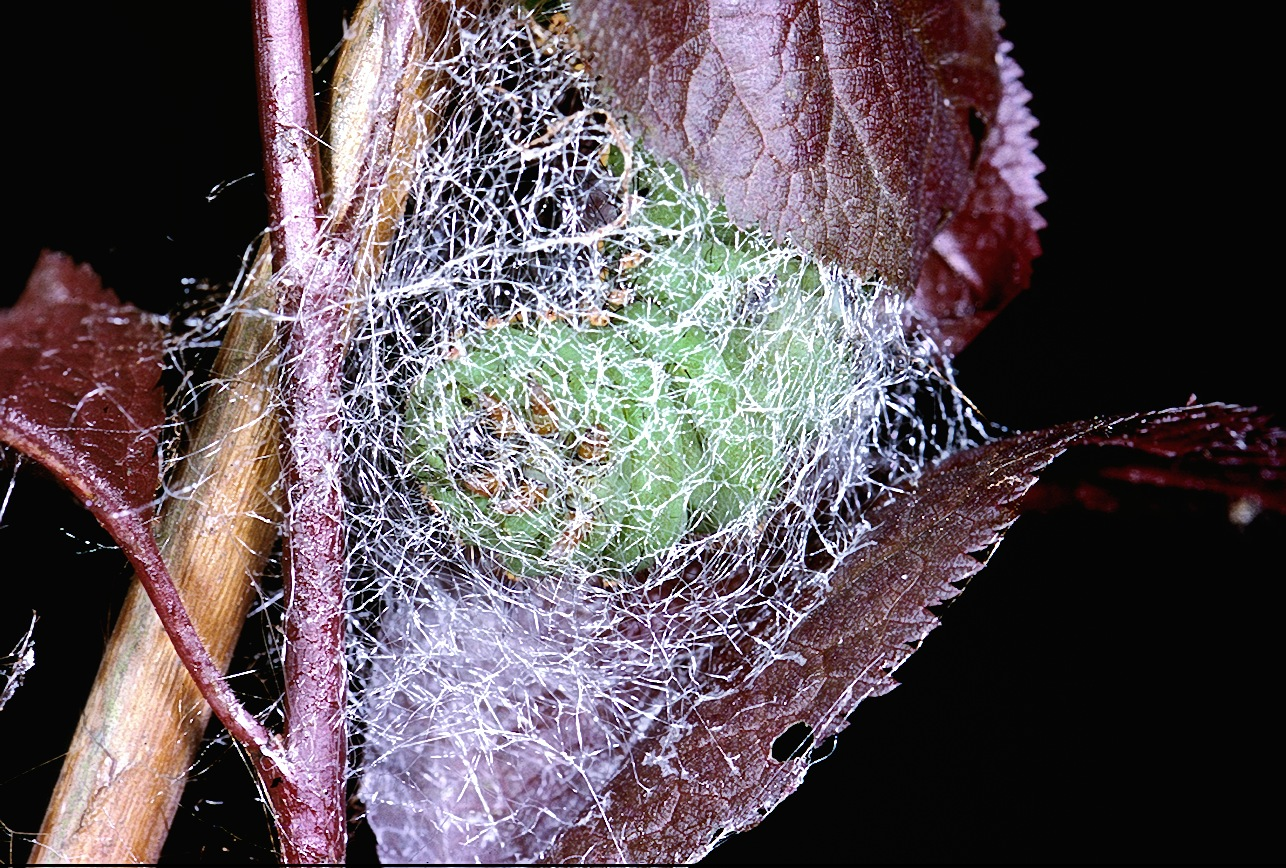
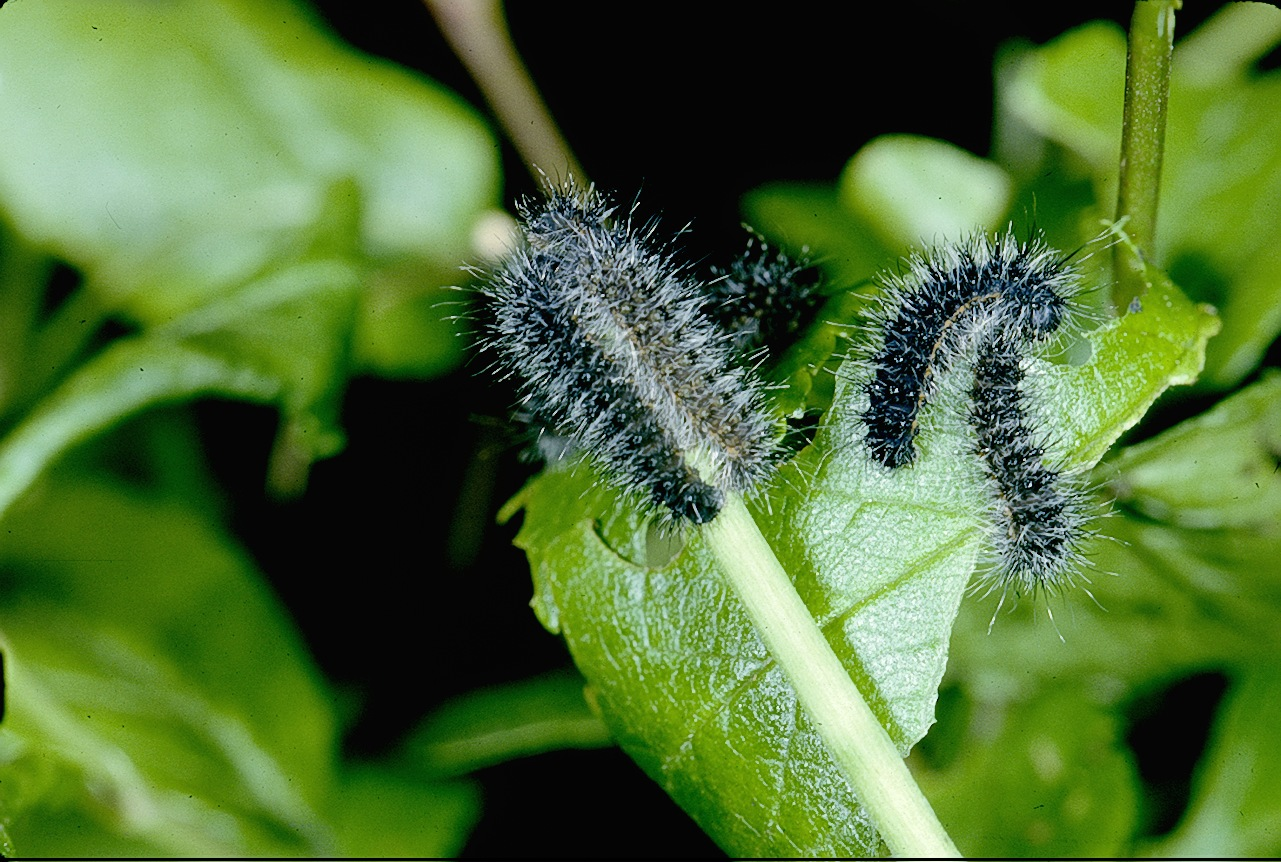
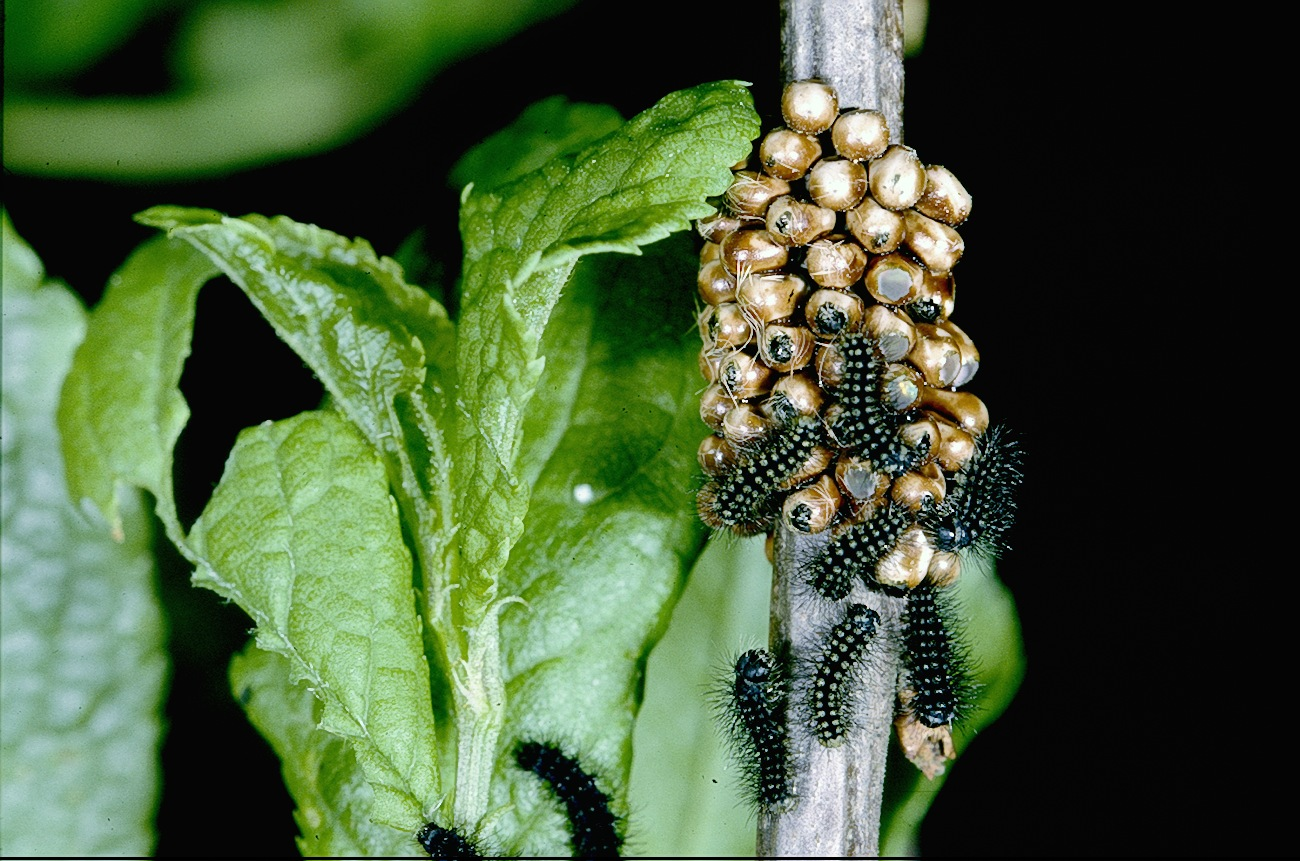